# Abdelwahed Abdallah
 (août 2015).
Si vous disposez d'ouvrages ou d'articles de référence ou si vous connaissez des sites web de qualité traitant du thème abordé ici, merci de compléter l'article en donnant les références utiles à sa vérifiabilité et en les liant à la section « Notes et références ».
Abdelwahed Abdallah, né en 1955, est un footballeur international tunisien qui évoluait au poste de gardien de but.

## Biographie
Il joue de 1975 à 1986 au Club sportif sfaxien[réf. nécessaire].
Il est international tunisien de 1980 à 1984[réf. nécessaire].

## Palmarès
- Champion de Tunisie en 1978, 1981 et 1983 avec le Club sportif sfaxien
- Finaliste de la coupe de Tunisie en 1977 et 1984 avec le Club sportif sfaxien